# لانیاسکو
لانیاسکو (به ایتالیایی: Lagnasco) یک کومونه در ایتالیا است که در استان کونیو واقع شده‌است.

## خصوصیات
لانیاسکو ۱۷٫۸ کیلومترمربع مساحت و ۱٬۳۳۲ نفر جمعیت دارد.